# Vale de Entremont
O vale de Entremont  fica no distrito de Entremont do cantão do Valais.
O vale permite chegar à Itália através do passo do Grande São Bernardo ou  túnel do Grande São Bernardo
Banhado pela Dranse de Entremont o vale junta-se ao vale de Bagnes perto de Sembrancher. Conjuntamente com a  Dranse de Bagnes formam a Dranse que corre até Martigny para aí se juntar ao rio Ródano
O vale divide-se em dois por volta de Orsières para formar este que se estende até Bourg-Saint-Pierre, e pelo vale Ferret.
O final do vale de Entremont marca o início do colo do Grande São Bernardo.